# Цекеевское сельское поселение
Цеке́евское се́льское посе́ление — упразднённое муниципальное образование в составе Кикнурского района Кировской области России.
Центр — село Цекеево.

## История
Цекеевское сельское поселение образовано 1 января 2006 года согласно Закону Кировской области от 07.12.2004 № 284-ЗО.
Законом Кировской области от 5 марта 2014 года № 389−ЗО, вступившим в силу 1 апреля 2014 года, Цекеевское сельское поселение объединено, вместе с остальными сельскими поселениями Кикнурского района, в Кикнурское сельское поселение с административным центром в деревне Ваштранга.

## Население
| 2010 | 2012 | 2013 |
| ---- | ---- | ---- |
| 608  | ↘558 | ↘516 |

## Состав
В состав поселения входят 18 населённых пунктов (население, 2010):
| - село Цекеево — 201 чел.; - деревня Большое Салтаево — 19 чел.; - деревня Высокое Поле — 1 чел.; - деревня Каргазы — 6 чел.; - деревня Малая Лыжня — 56 чел.; - деревня Малое Салтаево — 22 чел.; - деревня Малый Шудум — 26 чел.; - деревня Митрофаново — 47 чел.; - деревня Муреево — 57 чел.; | - деревня Оленево — 5 чел.; - деревня Пайбулатово — 19 чел.; - деревня Пама — 1 чел.; - деревня Пески — 4 чел.; - деревня Смотрино — 0 чел.; - село Улеш — 62 чел.; - деревня Цекеево — 74 чел.; - деревня Шамаки — 0 чел.; - деревня Шудумары — 8 чел. |